# Interstate 68
Pour les articles homonymes, voir I68 et Route 68.
L'Interstate 68 (I-68), est une autoroute inter-États de 112,90 miles (181,70 km) de long, située au nord-est des États-Unis. Elle relie les villes de Morgantown, Virginie-Occidentale à Hancock, Maryland. Originellement nommée U.S. Highway 48 pendant sa construction, elle fut finalement baptisée Interstate 68 en 1989.
La construction de l'autoroute s'est commencée en 1965 et s'est échelonnée sur plus de 25 ans, jusqu'en août 1991. Les deux plus grandes villes sur le trajet de l'I-68 sont Morgantown, Virginie-Occidentale et Cumberland, Maryland. Bien que l'autoroute ne desserve aucune région métropolitaine, elle constitue un lien important entre l'ouest du Maryland et la Virginie-Occidentale. Elle constitue aussi une alternative au Pennsylvania Turnpike pour les automobilistes en provenance de Washington D.C. et de Baltimore qui se dirigent vers l'ouest.

## Description du tracé
L'I-68 s'étend sur 112,90 miles (181,70 km); 81,1 miles (130,5 km) au Maryland et 31,5 miles (50,7 km) en Virginie-Occidentale. Elle relie l'I-79 à Morgantown et l'I-70 à Hancock, à travers les Appalaches. L'I-68 est la route principale entre l'ouest du Maryland et le reste de l'État.

### Virginie-Occidentale
L'I-68 débute à la sortie 148 de l'I-79 près de Morgantown et se dirige vers l'est. Elle croise la US 119 environ un mile (1,60 km) après son terminus. Elle se dirige au nord-est et contourne Morgantown. Elle croise plusieurs routes qui desservent la ville. En quittant la région de Morgantown, l'I-68 s'oriente à nouveau vers l'est. Elle passe ensuite près de Cheat Lake et grimpe une pente abrupte pour sortir de Cheat Canyon.
La route entre dans le comté de Preston. Elle passe près de la Coopers Rock State Forest. La portion de l'autoroute dans le comté de Preston est particulièrement rurale. La seule ville sur le parcours est Bruceton Mills. Il s'agit de la dernière ville avant d'entrer dans le comté de Garrett, au Maryland.

### Maryland

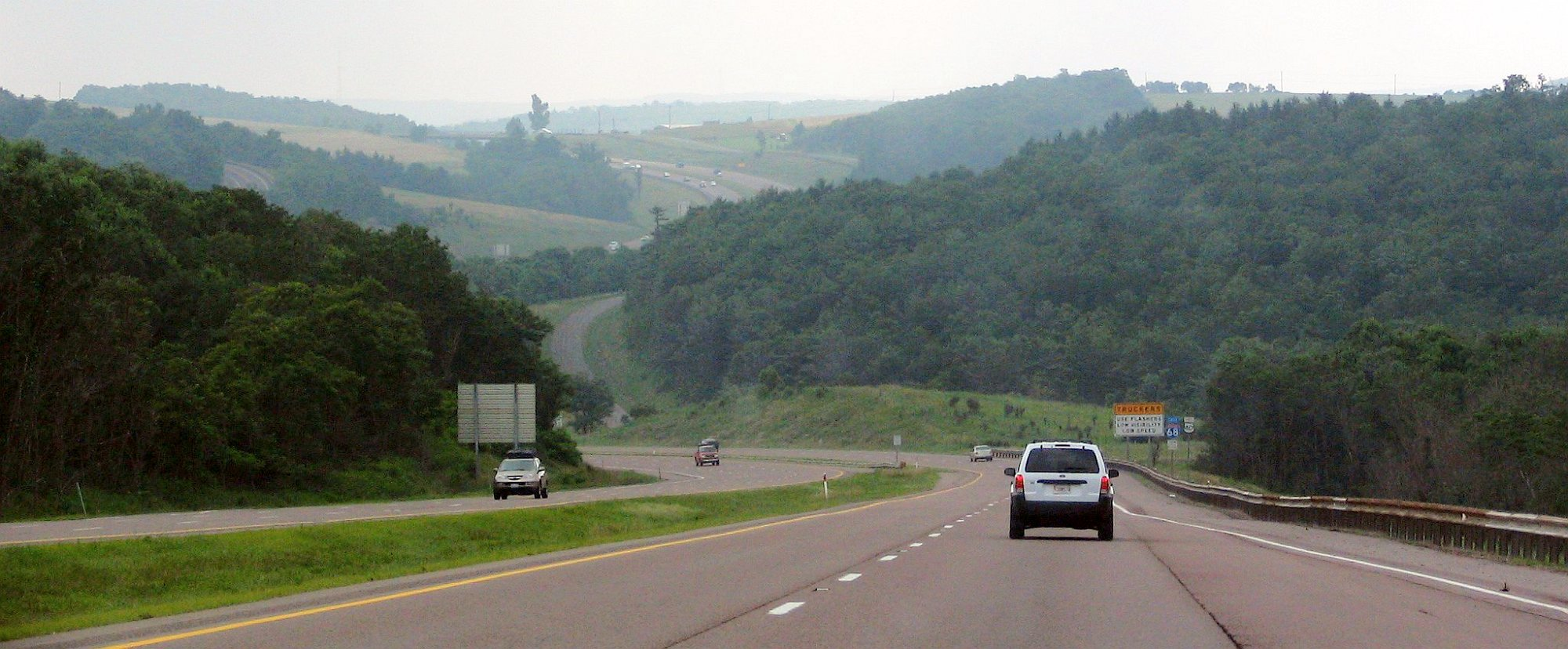
Vue de l'interstate 68 vers l'est à 25 kilomètres de Cumberland

Après être entrée dans le comté de Garrett, l'I-68 continue son trajet à travers une région rurale en traversant le nord du comté. La première communauté rencontrée est Friendsville. L'I-68 grimpe ensuite Keysers Ridge et traverse Negro Mountain. L'I-68 continue vers l'est et croise la ligne orientale de partage des eaux. Elle passe par Savage Mountain et entre dans le comté d'Allegany.

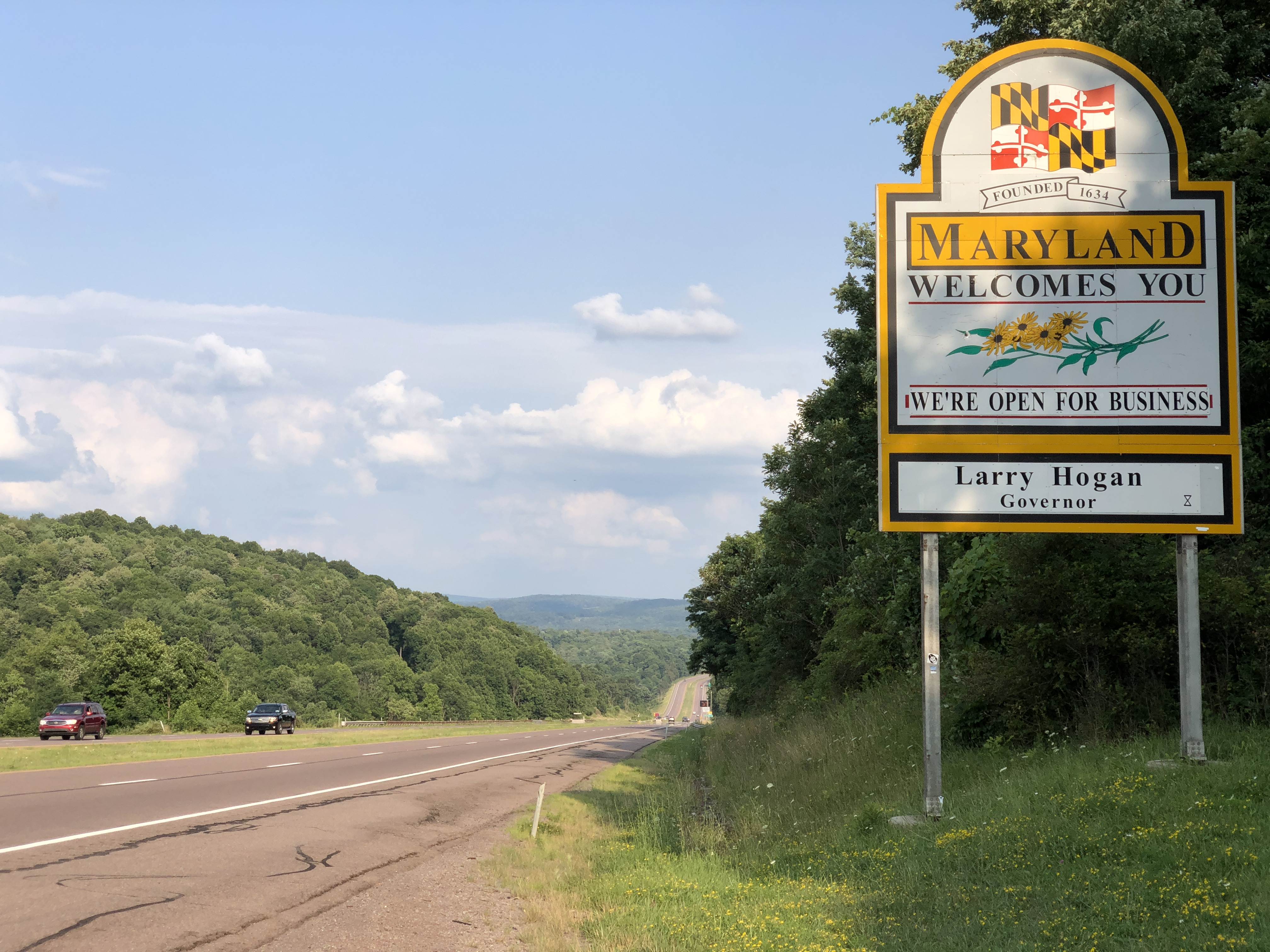
Entrée au Maryland depuis la Virginie-Occidentale sur l'I-68 est

Le segment de l'I-68 à l'ouest de Dans Mountain se situe dans les Allegheny Mountains. Il se caractérise par une série de montées et de descentes. À un certain point, l'autoroute descend de 1 800 pieds (550 m) sur une distance de neuf miles (14 km).
Dans le comté d'Allegany, l'I-68 contourne Frostburg par le sud. À l'est de Frostburg, l'I-68 traverse un pont au-dessus de Spruce Hollow près de Clarysville. L'autoroute poursuit à l'est pour atteindre LaVale et Cumberland. Dans cette ville, l'autoroute se démarque par de nombreuses sorties et entrées rapprochées de même que par des courbes plus prononcées.

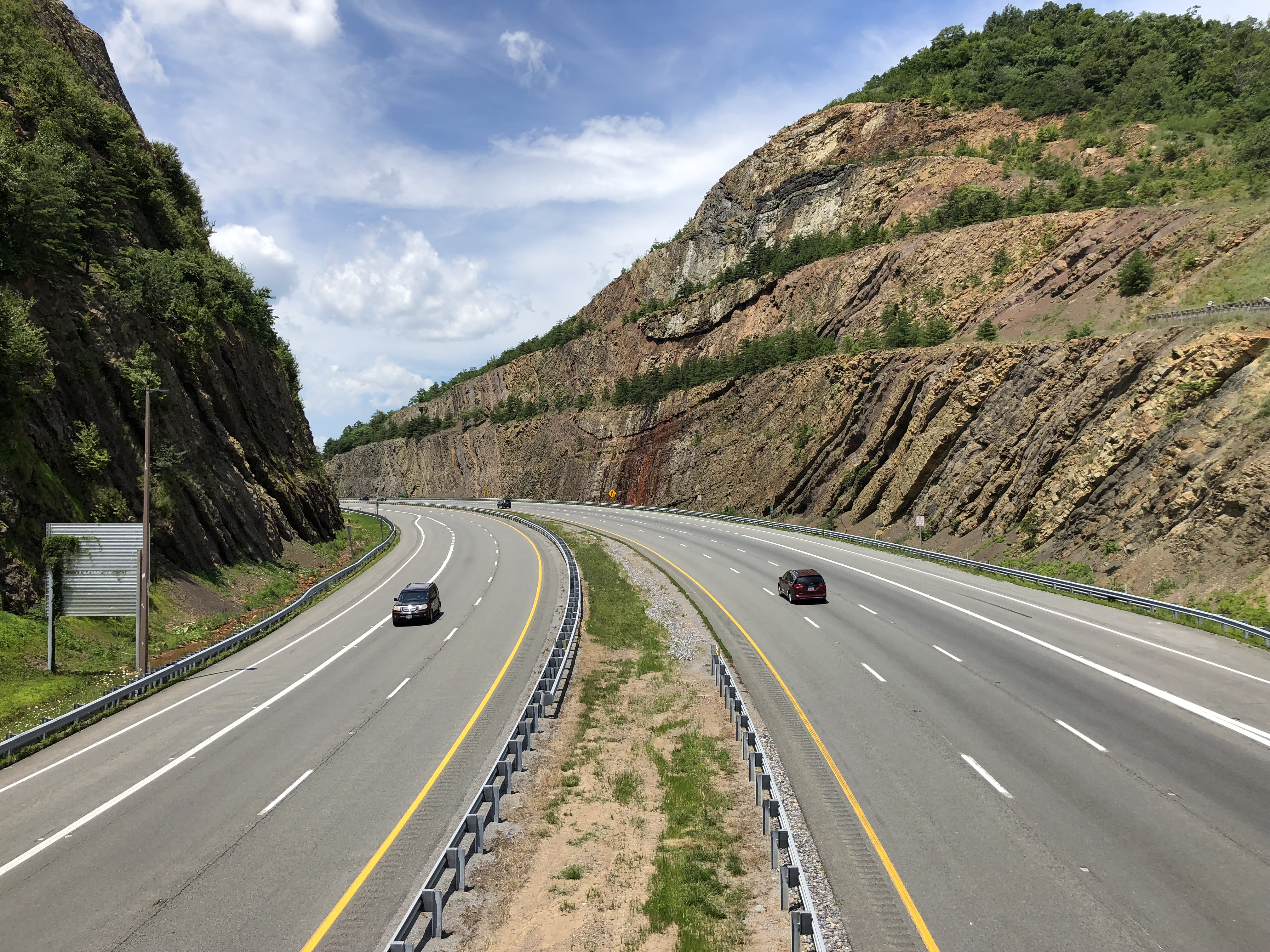
L'I-68 passe à travers la coupe de Sideling Hill

L'autoroute quitte ensuite la ville de Cumberland et continue son trajet dans le nord-est du comté d'Allegany et passe par le Rocky Gap State Park. L'I-68 croise plusieurs crêtes de montagnes, notamment Martins Mountain, Town Hill et Green Ridge. L'autoroute passe à travers la Green Ridge State Forest.
L'I-68 entre dans le comté de Washington à Sideling Hill Creek et grimpe la Sideling Hill. La route passe par un segment où le dynamitage a laissé des traces dans la montagne avoisinante. C'est devenu une attraction touristique.
À l'est de Sideling Hill, l'I-68 poursuit son trajet vers son terminus est. Celui-ci est atteint dans la ville de Hancock lorsque l'autoroute croise l'I-70 / US 40 / US 522.

## Liste des sorties

### Virginie-Occidentale
| Interstate 68 |                |       |       |        |                                                                            |                      |
| Comté         | Municipalité   | mi    | km    | Sortie | Intersections / Destinations                                               | Notes                |
| Monongalia    | Morgantown     | 0,00  | 0,00  | —      | I-79 – Fairmont, Washington                                                | Sortie 148 de l'I-79 |
| Monongalia    | Morgantown     | 1,10  | 1,80  | 1      | US 119 (University Avenue) – Centre-ville                                  |                      |
| Monongalia    | Morgantown     | 4,00  | 6,40  | 4      | WV 7 (en) – Sabraton                                                       |                      |
| Monongalia    | Morgantown     | 6,90  | 11,10 | 7      | CR 857 vers WV 705 (en) / Pierpont Road – Aéroport municipal de Morgantown |                      |
| Monongalia    | Cheat Lake     | 10,00 | 16,10 | 10     | WV 43 (en) nord – Cheat Lake, Uniontown                                    |                      |
| Preston       | Pisgah         | 14,50 | 23,30 | 15     | CR 73/12 (Coopers Rock Road) – Coopers Rock State Forest                   |                      |
| Preston       | Bruceton Mills | 22,60 | 36,40 | 23     | WV 43 (en) – Bruceton Mills                                                |                      |
| Preston       | Hazelton       | 28,50 | 45,90 | 29     | CR 5 (Hazelton Road)                                                       |                      |
| Preston       |                | 31,50 | 50,70 |        | I-68 est – Cumberland                                                      | Continue au Maryland |
|               |                |       |       |        |                                                                            |                      |

### Maryland
| Interstate 68                             |                          |       |                                                       |        |                                                                                      | |
| Comté                                     | Municipalité             | mi    | km                                                    | Sortie | Intersections / Destinations                                                         | Notes |
| Garrett                                   |                          | 0,00  | 0,00                                                  |        | I-68 ouest – Morgantown                                                              | Continue en Virginie-Occidentale                                                                                     |
| Garrett                                   | Friendsville             | 3,83  | 6,16                                                  | 4      | MD 42 (en) – Friendsville                                                            | |
| Garrett                                   | Keysers Ridge            | 13,82 | 22,24                                                 | 14     | US 40 ouest / US 219 sud – Uniontown, Oakland                                        | Terminus ouest du multiplex avec US 40 / US 219; indiqué sortie 14A (US 219) et 14B (US 40)                          |
| Garrett                                   | Grantsville              | 19,20 | 30,90                                                 | 19     | MD 495 (en) – Grantsville, Swanton                                                   | |
| Garrett                                   | Grantsville              | 22,26 | 35,82                                                 | 22     | US 219 nord / US 219 Bus. nord – Meyersdale                                          | Terminus est du multiplex avec US 219                                                                                |
| Garrett                                   |                          | 23,98 | 38,59                                                 | 24     | Lower New Germany Road                                                               | |
| Garrett                                   | Finzel                   | 29,78 | 47,93                                                 | 29     | MD 546 (en) – Finzel                                                                 | |
| Allegany                                  | Frostburg                | 33,32 | 53,62                                                 | 33     | Midlothian Road – Frostburg                                                          | |
| Allegany                                  | Frostburg                | 35,01 | 56,34                                                 | 34     | MD 36 (en) – Westernport, Frostburg                                                  | |
| Allegany                                  | LaVale                   | 39,20 | 63,09                                                 | 39     | US 40 Alt. – LaVale                                                                  | Pas de sortie en direction est                                                                                       |
| Allegany                                  | LaVale                   | 39,93 | 64,26                                                 | 40     | US 220 Truck sud (Vocke Road)                                                        | Pas d'entrée en direction ouest                                                                                      |
| Allegany                                  |                          | 41,54 | 66,85                                                 | 41     | Senton Drive vers MD 49 (en)                                                         | Sortie direction ouest seulement                                                                                     |
| Allegany                                  | Cumberland               | 42,32 | 68,11                                                 | 42     | US 220 sud / Green Street – McCoole, Keyser                                          | Terminus ouest du multiplex avec US 220                                                                              |
| Allegany                                  | Cumberland               | 43,59 | 70,15                                                 | 43A    | Beall Street / Johnson Street – Ridgeley                                             | |
| Allegany                                  | Cumberland               | 43,88 | 70,62                                                 | 43B    | MD 51 (en) (Industrial Boulevard) – Aéroport régional de Cumberland                  | |
| Allegany                                  | Cumberland               | 43,90 | 70,65                                                 | 43C    | Centre-ville de Cumberland                                                           | Entrée direction est via sortie 43B                                                                                  |
| Allegany                                  | Cumberland               | 44,22 | 71,17                                                 | 43D    | Maryland Avenue                                                                      | |
| Allegany                                  | Cumberland               | 44,85 | 72,18                                                 | 44     | US 40 Alt. ouest (Baltimore Avenue) / Route nationale historique / Willow Brook Road | |
| Allegany                                  | Cumberland               | 45,77 | 73,66                                                 | 45     | Hillcrest Drvie                                                                      | |
| Allegany                                  | Cumberland               | 46,47 | 74,79                                                 | 46     | Naves Cross Road                                                                     | Sortie direction ouest, entrée direction est                                                                         |
| Allegany                                  | Cumberland               | 47,17 | 75,91                                                 | 47     | US 220 nord / Route nationale historique – Bedford                                   | Terminus est du multiplex avec US 220; indiqué sortie 46 en direction est                                            |
| Allegany                                  | Rocky Gap State Park     | 51,26 | 82,49                                                 | 50     | Pleasant Valley Road – Rocky Gap State Park                                          | |
| Allegany                                  |                          | 52,50 | 84,49                                                 | 52     | MD 144 (en) est (National Pike)                                                      | Sortie direction est, entrée direction ouest                                                                         |
| Allegany                                  | Flintstone               | 55,95 | 90,04                                                 | 56     | MD 144 (en) (National Pike) – Flintstone                                             | |
| Allegany                                  | Green Ridge State Forest | 62,92 | 101,26                                                | 62     | US 40 Scenic est / Fifteen Mile Creek Road                                           | |
| Allegany                                  | Green Ridge State Forest | 64,19 | 103,30                                                | 64     | M. V. Smith Road                                                                     | |
| Allegany                                  |                          | 68,72 | 110,59                                                | 68     | Orleans Road                                                                         | |
| Allegany                                  |                          | 71,64 | 115,29                                                | 72     | US 40 Scenic / High Germany Road / Swain Road                                        | |
| Washington                                |                          | 73,59 | 118,43                                                | 74     | US 40 Scenic est / Mountain Road                                                     | Sortie direction est, entrée direction ouest                                                                         |
| Washington                                |                          |       | Sideling Hill Cut (aire de repos et centre d'accueil) |        |                                                                                      | |
| Washington                                |                          | 77,15 | 124,16                                                | 77     | US 40 Scenic ouest / MD 144 (en) / Woodmont Road                                     | |
| Washington                                | Hancock                  | 81,09 | 130,50                                                | 82     | I-70 / US 40 est / US 522 – Hancock, Winchester, Hagerstown, Breezewood              | Terminus est du multiplex avec US 40; indiqué sortie 82A (sud), 82B (est) et 82C (ouest / nord); sortie 1A de l'I-70 |
| - Terminus de multiplex - Accès incomplet |                          |       |                                                       |        |                                                                                      | |